# Amt Münstereifel-Land
Das Amt Münstereifel-Land war ein Amt im Kreis Euskirchen in der preußischen Rheinprovinz und in Nordrhein-Westfalen. Es ging aus der Bürgermeisterei Münstereifel hervor. Das Gebiet des Amtes gehört heute zur Stadt Bad Münstereifel im Kreis Euskirchen.

## Bürgermeisterei Münstereifel
Von 1798 bis 1814 standen alle linksrheinischen Gebiete unter französischer Herrschaft. Während dieser Zeit wurde nach französischem Vorbild die Mairie Münstereifel eingerichtet, die zum Kanton Rheinbach im Arrondissement Bonn des Rhein-Mosel-Departements gehörte. Nachdem das Rheinland 1814 an Preußen gefallen war, wurde aus der Mairie die preußische Bürgermeisterei Münstereifel, die 1816 zum neuen Kreis Rheinbach kam. Sie umfasste anfänglich die Stadt Münstereifel sowie die Landgemeinden Arloff, Effelsberg, Houverath, Iversheim, Mahlberg, Mutscheid, Rupperath und  Schönau.
Die Stadt Münstereifel erhielt 1856 die Rheinische Städteordnung und schied aus dem Verbund mit den Umlandgemeinden aus. Diese bildeten seitdem die Bürgermeisterei Münstereifel-Land, auch Landbürgermeisterei Münstereifel genannt.

## Amt Münstereifel-Land
Am Ende des Jahres 1927 wurde die Bezeichnung aller rheinischen Landbürgermeistereien in „Amt“ geändert. Die Bürgermeisterei Münstereifel-Land hieß nun Amt Münstereifel-Land. 
Dem Amt gehörten acht Gemeinden an:
- Arloff
- Effelsberg
- Houverath
- Iversheim
- Mahlberg
- Mutscheid
- Rupperath
- Schönau

Das Amt Münstereifel-Land wurde am 1. Juli 1969 durch das Gesetz zur Neugliederung des Landkreises Euskirchen aufgelöst. Seine Gemeinden wurden in die Stadt Bad Münstereifel eingegliedert.

## Einwohnerentwicklung
| Jahr | Einwohner | Quelle |
| ---- | --------- | ------ |
| 1871 | 4402      | [ 3 ]  |
| 1885 | 4676      | [ 4 ]  |
| 1910 | 4935      | [ 5 ]  |
| 1925 | 5272      | [ 6 ]  |
| 1939 | 5616      | [ 7 ]  |
| 1950 | 6546      | [ 8 ]  |
| 1961 | 7037      | [ 8 ]  |